# Luis Montes
Luis Arturo „Chapo” Montes Jiménez (ur. 15 maja 1986 w Ciudad Juárez) – meksykański piłkarz występujący na pozycji ofensywnego pomocnika, reprezentant Meksyku.

## Kariera klubowa
Montes jest wychowankiem akademii juniorskiej klubu CF Pachuca. Jeszcze zanim został włączony do pierwszego zespołu, udał się na wypożyczenie do drugoligowej drużyny ze swojego rodzinnego miasta – Indios de Ciudad Juárez, gdzie występował przez pół roku jako rezerwowy. Po powrocie do Pachuki szkoleniowiec Enrique Meza uczynił z niego członka seniorskiej drużyny i 21 marca 2007 w wygranym 3:0 spotkaniu z San Luis dwudziestoletni wówczas zawodnik zadebiutował w meksykańskiej Primera División. Premierowego gola w najwyższej klasie rozgrywkowej strzelił natomiast już w trzecim występie, dziesięć dni później w wygranej 5:0 konfrontacji z Veracruz. W swoim debiutanckim, wiosennym sezonie Clausura 2007 zdobył z Pachucą tytuł mistrza Meksyku i przez kolejne dwa lata był członkiem prowadzonej przez Mezę najlepszej drużyny w historii klubu, odnoszącej liczne sukcesy zarówno na arenie krajowej, jak i międzynarodowej. Ze względu na olbrzymią konkurencję w linii pomocy (rywalizował o miejsce w składzie z graczami takimi jak Christian Giménez, Damián Álvarez czy Andrés Chitiva) pełnił jednak wyłącznie funkcję rezerwowego, niezwykle rzadko pojawiając się na boiskach w wyjściowym składzie.
W 2007 roku Montes zdobył z Pachucą najbardziej prestiżowe trofeum północnoamerykańskiego kontynentu – Puchar Mistrzów CONCACAF, a także triumfował w rozgrywkach SuperLigi i zajął drugie miejsce w superpucharze Ameryki Południowej – Recopa Sudamericana. Wziął również udział w Klubowych Mistrzostwach Świata, podczas których jego ekipa zajęła jednak dopiero siódme miejsce. W 2008 roku drugi raz z rzędu triumfował w północnoamerykańskim Pucharze Mistrzów, z trzema golami na koncie zostając królem strzelców tamtej edycji rozgrywek oraz znów wystąpił na Klubowych Mistrzostwach Świata – tym razem Pachuca zajęła czwartą lokatę. W sezonie Clausura 2009 wywalczył z prowadzonym przez Mezę zespołem wicemistrzostwo kraju, a w tym samym roku zajął również drugie miejsce w rozgrywkach kwalifikacyjnych do Copa Libertadores – InterLidze. W 2010 roku trzeci raz w karierze wygrał Ligę Mistrzów CONCACAF oraz, również po raz trzeci, wziął udział w Klubowych Mistrzostwach Świata, zajmując wówczas piąte miejsce. Mimo zdobycia aż pięciu trofeów z Pachucą jego pozycja wciąż nie ulegała zmianie – przez niemal sześć lat pobytu w klubie nie wywalczył sobie miejsca w pierwszej jedenastce.
Latem 2011 Montes przeszedł do drugoligowego Club León na mocy współpracy pomiędzy obydwoma zespołami (posiadającymi wspólnego właściciela – Grupo Pachuca). Tam z kolei od razu został kluczowym zawodnikiem linii pomocy i w sezonie Clausura 2012 triumfował z drużyną w rozgrywkach Liga de Ascenso, co na koniec rozgrywek 2011/2012 zaowocowało awansem Leónu do pierwszej ligi. Tam jego zespół dołączył do czołowych ekip rozgrywek, a on sam świetnymi występami zasłużył na miano jednego z najlepszych pomocników ligi meksykańskiej. W jesiennym sezonie Apertura 2013, mając niepodważalne miejsce w wyjściowej jedenastce drużyny prowadzonej przez Gustavo Matosasa, zdobył z Leónem mistrzostwo Meksyku i sukces ten powtórzył również pół roku później, w wiosennych rozgrywkach Clausura 2014. Jego dobrą passę przerwała poważna kontuzja złapana w maju 2014 podczas meczu reprezentacji, wskutek której musiał pauzować przez ponad osiem miesięcy.
Bezpośrednio po rekonwalescencji Montes powrócił do wyjściowego składu Leónu, w sezonie Apertura 2015 docierając z nim do finału krajowego pucharu – Copa MX.
| Sezon     | Klub                    | Kraj   | Rozgrywki  | Mecze | Bramki |
| --------- | ----------------------- | ------ | ---------- | ----- | ------ |
| 2005/2006 | Indios de Ciudad Juárez | Meksyk | Ascenso MX | 7     | 0      |
| 2006/2007 | CF Pachuca              | Meksyk | Liga MX    | 5     | 1      |
| 2007/2008 | CF Pachuca              | Meksyk | Liga MX    | 18    | 1      |
| 2008/2009 | CF Pachuca              | Meksyk | Liga MX    | 26    | 3      |
| 2009/2010 | CF Pachuca              | Meksyk | Liga MX    | 22    | 2      |
| 2010/2011 | CF Pachuca              | Meksyk | Liga MX    | 15    | 0      |
| 2011/2012 | Club León               | Meksyk | Ascenso MX | 39    | 7      |
| 2012/2013 | Club León               | Meksyk | Liga MX    | 37    | 5      |
| 2013/2014 | Club León               | Meksyk | Liga MX    | 32    | 8      |
| 2014/2015 | Club León               | Meksyk | Liga MX    | 13    | 3      |
| 2015/2016 | Club León               | Meksyk | Liga MX    | 37    | 5      |
| 2016/2017 | Club León               | Meksyk | Liga MX    |       |        |

## Kariera reprezentacyjna
W seniorskiej reprezentacji Meksyku Montes zadebiutował za kadencji selekcjonera José Manuela de la Torre, 17 kwietnia 2013 w zremisowanym 0:0 meczu towarzyskim z Peru. Kilka miesięcy później został powołany na Złoty Puchar CONCACAF, podczas którego pełnił rolę podstawowego zawodnika swojej drużyny, rozgrywając cztery z pięciu możliwych spotkań, a 14 lipca 2013 w wygranej 3:1 grupowej konfrontacji z Martyniką strzelił swojego premierowego gola w kadrze narodowej. Później wpisał się jeszcze na listę strzelców w meczu półfinałowym z Panamą (1:2), a jego zespół, złożony wówczas z piłkarzy występujących wyłącznie w rodzimej lidze, odpadł ostatecznie z rozgrywek właśnie w półfinale. W późniejszym czasie wziął także udział w udanych dla jego reprezentacji eliminacjach do Mistrzostw Świata 2014, podczas których dwukrotnie pojawiał się na boisku. W 2014 roku znalazł się w ogłoszonym przez Miguela Herrerę składzie na Mistrzostwa Świata w Brazylii, będąc szykowanym na podstawowego zawodnika kadry; zaledwie kilka dni przed rozpoczęciem turnieju, w sparingu z Ekwadorem (3:1) – w którym strzelił również gola – w starciu z Segundo Castillo doznał jednak poważnego złamania kości piszczelowej i strzałkowej, wskutek którego nie pojechał ostatecznie na mundial (w składzie zastąpił go Javier Aquino).
W 2015 roku Montes został powołany do rezerwowego składu reprezentacji na rozgrywany w Chile turniej Copa América, gdzie pełnił jednak wyłącznie rolę rezerwowego i pojawił się na boisku tylko w jednym z trzech spotkań. Meksykanie zakończyli natomiast swój udział w rozgrywkach na fazie grupowej.